# Quichuana cestus
Quichuana cestus är en tvåvingeart som beskrevs av Hull 1946. Quichuana cestus ingår i släktet Quichuana och familjen blomflugor.
Artens utbredningsområde är Venezuela. Inga underarter finns listade i Catalogue of Life.